# Patrick Jahn (Fußballspieler)
Patrick Jahn (* 22. Februar 1983 in Berlin-Köpenick) ist ein ehemaliger deutscher Fußballspieler.
Der Defensivspieler Jahn durchlief ab 1989 die Jugendmannschaften des 1. FC Union Berlin in seiner Heimatstadt, bevor er sich im Jahr 2000 Energie Cottbus anschloss, für dessen zweite Mannschaft Jahn erstmals 2001 in der Oberliga Nordost antrat.
Durch seine Leistungen in der zweiten Mannschaft wurde Jahn in der Saison 2002/03 zeitweise in den von Eduard Geyer trainierten Profikader berufen und debütierte am 10. Mai 2003 in der höchsten deutschen Spielklasse, als er in der Schlussphase der Partie gegen den TSV 1860 München eingewechselt wurde. Nach einer weiteren Einwechslung am folgenden Spieltag wurde Jahn jedoch in der ersten Cottbuser Mannschaft, die in der gleichen Saison als Tabellenletzter in die 2. Bundesliga abstieg, nicht mehr berücksichtigt. Jahn lief stattdessen wieder für die zweite Mannschaft der Lausitzer auf, bis er im Juli 2005 zum F.C. Hansa Rostock wechselte, der in der Vorsaison in die 2. Bundesliga abgestiegen war.
Auch in Rostock spielte Jahn zunächst für die zweite Mannschaft in der Oberliga Nordost, empfahl sich mit guten Leistungen jedoch erneut für Einsätze in der ersten Mannschaft. So wurde Jahn am 2. April der Saison 2005/06 erstmals in der 2. Bundesliga eingewechselt, woraufhin Trainer Frank Pagelsdorf ihn in den folgenden beiden Spielen jeweils in die Startformation berief. Zu weiteren Einsätzen in Rostocks erster Mannschaft kam Jahn jedoch nicht. Bis Dezember 2006 spielte er wieder in der Rostocker Oberligamannschaft und wechselte im Januar 2007 zum Verbandsligisten Greifswalder SV 04.
Mit der von Andreas Zachhuber trainierten Greifswalder Mannschaft stieg Jahn am Saisonende 2006/07 in die Oberliga Nordost auf, in der diese 2007/08 den Durchmarsch in die, ab 2008/09 nur noch viertklassige, Regionalliga erst in der Relegation verfehlte.
Anfang 2009 beendete Jahn seine fußballerische Laufbahn aus familiären Gründen.